# 황하 문명

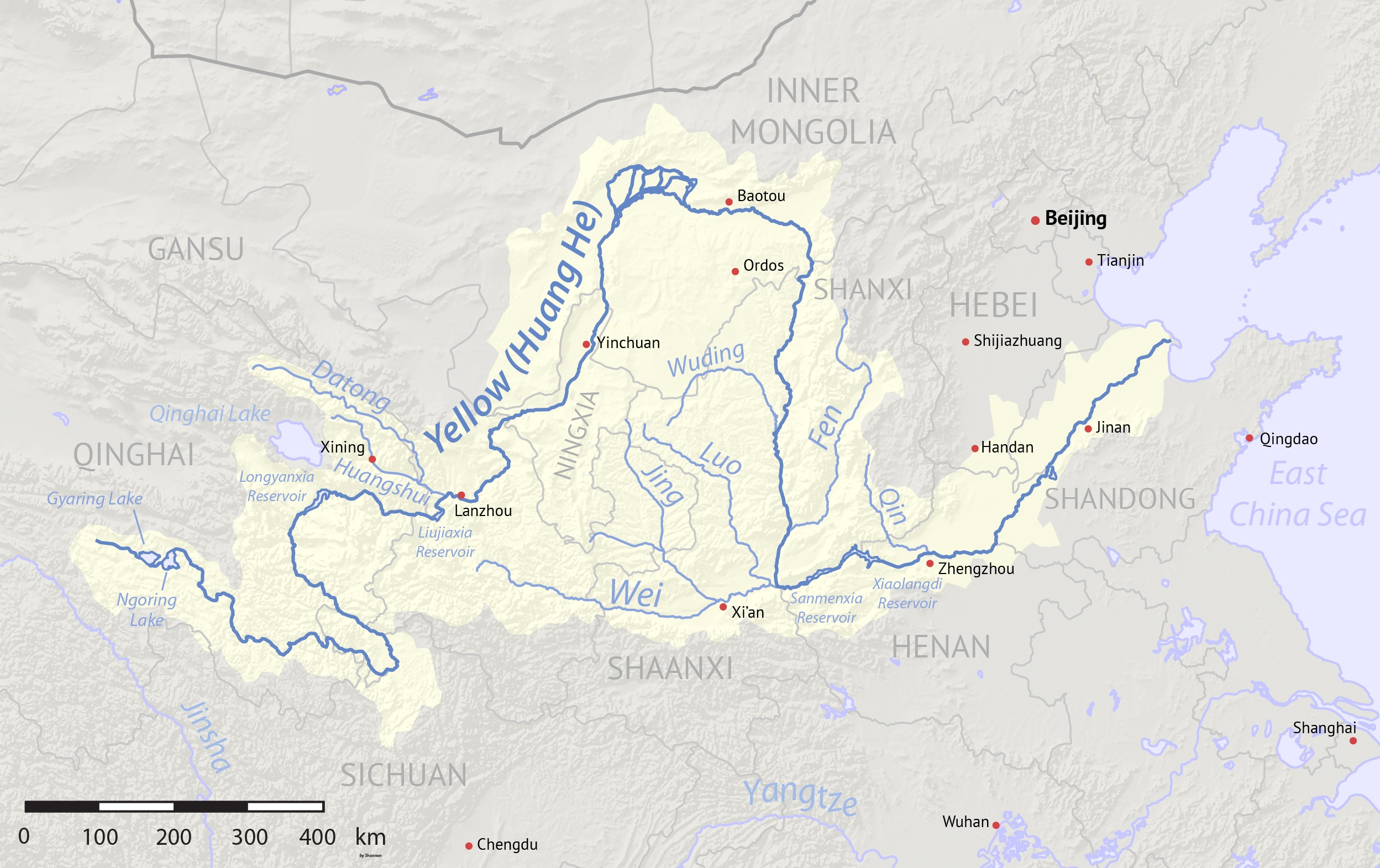
황하 유역

황하 문명(黃河文明) 혹은 황허 문명은 중국의 황허 강 중하류 지역에 성립한 옛 문명의 총칭이다. 일반적으로 전통적인 서구의 시각에서 국가·청동기·문자 등이 문명의 성립 요소가 되는데, 이런 의미에서 황하 문명의 성립기(成立期)는 다른 주요 문명인 오리엔트나 인도보다 늦은 기원전 2000년 경이라 말하고 있다. 다만 청동기 등을 문명의 성립 요소로 본다면 금속 제련 기술이 없던 아메리카 대륙의 문명을 분류하는데 문제점이 생기므로 이에 대한 논란도 있다.
신석기 시대의 츠산 문화, 양사오 문화, 룽산 문화를 거쳐, 상나라, 주나라 등의 금속 문명으로 발전해 갔다.

## 배경
선사 시대의 중국인의 생활구역은, 황하 유역 지대의 산기슭에 있는 물이 솟아나는 지대에 많으며, 수해를 피하기 위하여 단구(段丘) 위에 거주했다. 나일강이나 인더스강 유역에서는, 하천의 정기적인 범람으로 인한 비옥한 흙의 퇴적을 이용한 관개 농업이 성립했으나, 이 점은 중국 농업의 성립 조건과는 다르다. 황토는 잿빛이 나는 황색의 석영(石英)이나 장석(長石) 등의 미립(微粒)의 퇴적으로서, 빗물 속의 석회질을 모아 땅이 비옥하고 부드러워서 농경 생활을 하기에는 아주 적합했다. 이 황토 지대에서 농업 생산력의 발전을 기초로 문명은 성립된 것이다. 장강 유역에 고문명이 성립하지 않은 이유는, 고온다습(高溫多濕)하기 때문에 초목이 무성하여, 철기시대 이전에는 개간이 곤란했기 때문이라고 하는데, 최근 장강 중·하 유역의 문화 유적의 발굴 조사가 진척 중이다.

## 신석기 시대

### 남장두 문화
남장두 문화(南莊頭遺址, 기원전 9,500~9,000년 혹은 기원전 8,700-7,500년)의 대표 유적은 허베이성 바오딩 시 쉬수이구 바이양 호수 근처에 있다. 수십 개 이상의 도자기가 발견되었고, 개를 기르던 흔적이 발견되었다.

### 페이리강 문화
페이리강 문화(裴李崗文化, 기원 전 7000년? ~ 기원 전 5000년?)의 대표 유적은 허난성 화현의 페이리강 유역에 있다. 이들은 원형·방형의 움집에 살았으며, 조 등의 밭농사 농업을 하고 있었다. 홍갈색의 도기나 마제석기 등을 특색으로 한다.

### 라오관타이 문화
라오관타이 문화(老官台文化, 기원 전 6000년?~기원 전 5000년?)의 대표 유적은 산시성 화저우구의 라오관타이(老官台)이다. 이들은 원형의 움집 주거에 살며, 조 등의 밭농사 농업을 하고 있었다. 암적색의 협사도기를 특징으로 한다.

### 베이신 문화
베이신 문화(北辛文化, 기원 전 6000년? ~ 기원 전 5000년?)의 대표 유적은 산둥성 텅저우시의 베이신이다. 황갈색의 도기를 특징으로 한다.

### 츠산 문화
츠산 문화(磁山文化, 기원 전 6000년? ~ 기원 전 5000년?)의 대표 유적은 허베이성 우안시의 츠산이다. 이들은 원형, 타원형의 움집 주거에 살며, 조 등의 밭농사 농업을 하고 있었다. 홍갈색의 협사도기를 특징으로 한다.

### 양사오 문화
양사오 문화(仰韶文化, 기원 전 4800년? ~ 기원 전 2500년?)는 1921년 허난성 몐츠현 양사오촌에서 발견된 붉은 바탕에 채색 한 토기(칠무늬토기)를 특색으로 하는 문화이다.
전기(기원 전 4800년 무렵)는 홍도가 주류로 대표 유적은 산시성 시안시 반파, 양샤오 반파 유형 문화라고 불린다. 모계 제도로 농촌의 계층화가 보인다. 기원전 4000년경에 녹로의 사용을 볼 수 있는 양사오 묘저구유형 문화가 나타났다.
후기(기원 전 3500년 이후)에는 반파 후기 유형, 시왕촌 유형, 대사공 유형, 진왕색 유형의 4종의 문화로 크게 분류되어 빈부의 차이가 보이는 사회 분업, 계층화가 진행되었다.

### 허우강 문화
허우강 문화(後岡文化, 기원 전 5000년? ~ 기원 전 4000년?)의 대표 유적은 허난성 안양시 허우강이다. 베이신 문화를 계승 발전했다.

### 다원커우 문화
다원커우 문화(大漢口文化, 기원 전 4300년? ~ 기원 전 2400년?)는 1959년 산둥성 닝양현 보투오 촌에서 유적이 처음 발견되었다. 후에 산둥성 타이안시 타원커우에서도 유적이 발견되고, 이쪽이 대표 유적이 되었다. 전기는 홍도가 주류를 이루었지만, 후기에는 흑도, 회도가 주류로 나타났다. 후기의 란곡흑도의 고병배 무늬도기는 정교하고 아름다워 산둥 룽산 문화에 계승된다.

### 룽산 문화
룽산 문화(龍山文化, 기원 전 2500년? ~ 기원 전 2000년?)는 중국중앙연구원 역사어언연구소에 의해서 1930년 산둥성 장추시 룽산진에서 발견된 흑도(흑색 토기)나 회도를 특색으로 하는 문화이다. 흑도는 얇고, 정교하게 만들어진 흑색의 토기로, 제작에는 소성 온도는 약 1000도 이상되는 녹로가 사용되었다.
후기에는 청동기의 주조도 이루어지고 있었다. 중원 룽산 문화(섬서 룽산 문화, 진난 요서 룽산 문화, 허난 룽산 문화)와 산둥 룽산 문화로 나뉜다.
중원의 룽산 문화는 양사오 후기 문화를 계승해 회도가 주류를 이루며, 뼈가 갈라진 특징을 가진다. 산둥의 룽산 문화를 계승하여 흑도가 주류를 이룬다.

### 얼리터우 문화
얼리터우 문화(二里頭文化, 기원전 2000년? ~ 기원전 1600년?)는 1959년 허난성 옌스시 얼리터우에서 발견되었다. 유적은 약 2 km 사방에서 뻗어있고, 중심부에는 두 개의 궁전 자취가 있다. 이 유적의 사람들은 진난 요서 룽산 문화, 허난 룽산 문화를 계승하였으며, 청동 주조의 기술을 가지고 있었다고 여겨진다.

## 같이 보기
- 중국의 신석기 문화 목록
- 이집트 문명
- 메소포타미아 문명
- 인더스 문명

## 갤러리

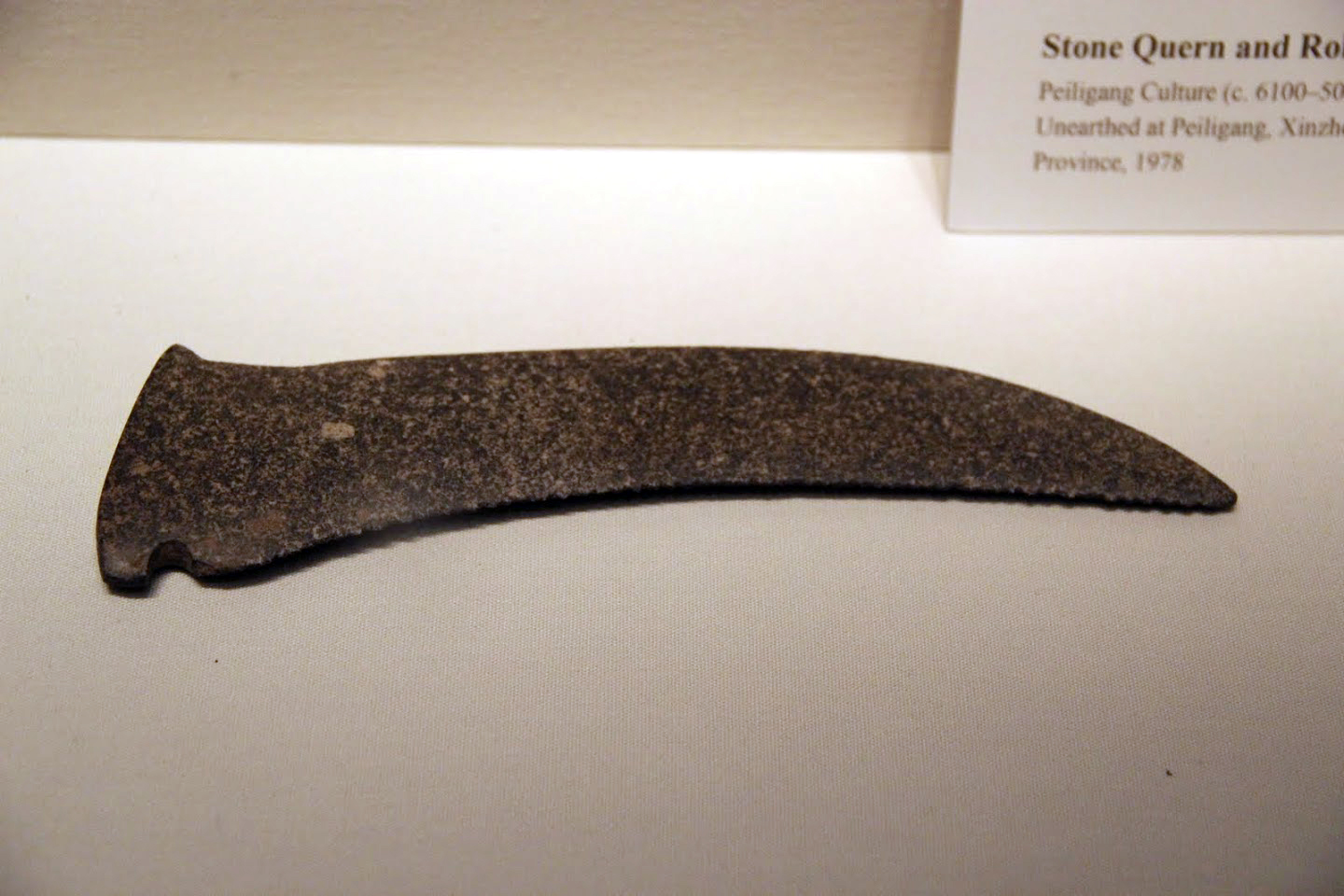
기원전 7000–5000
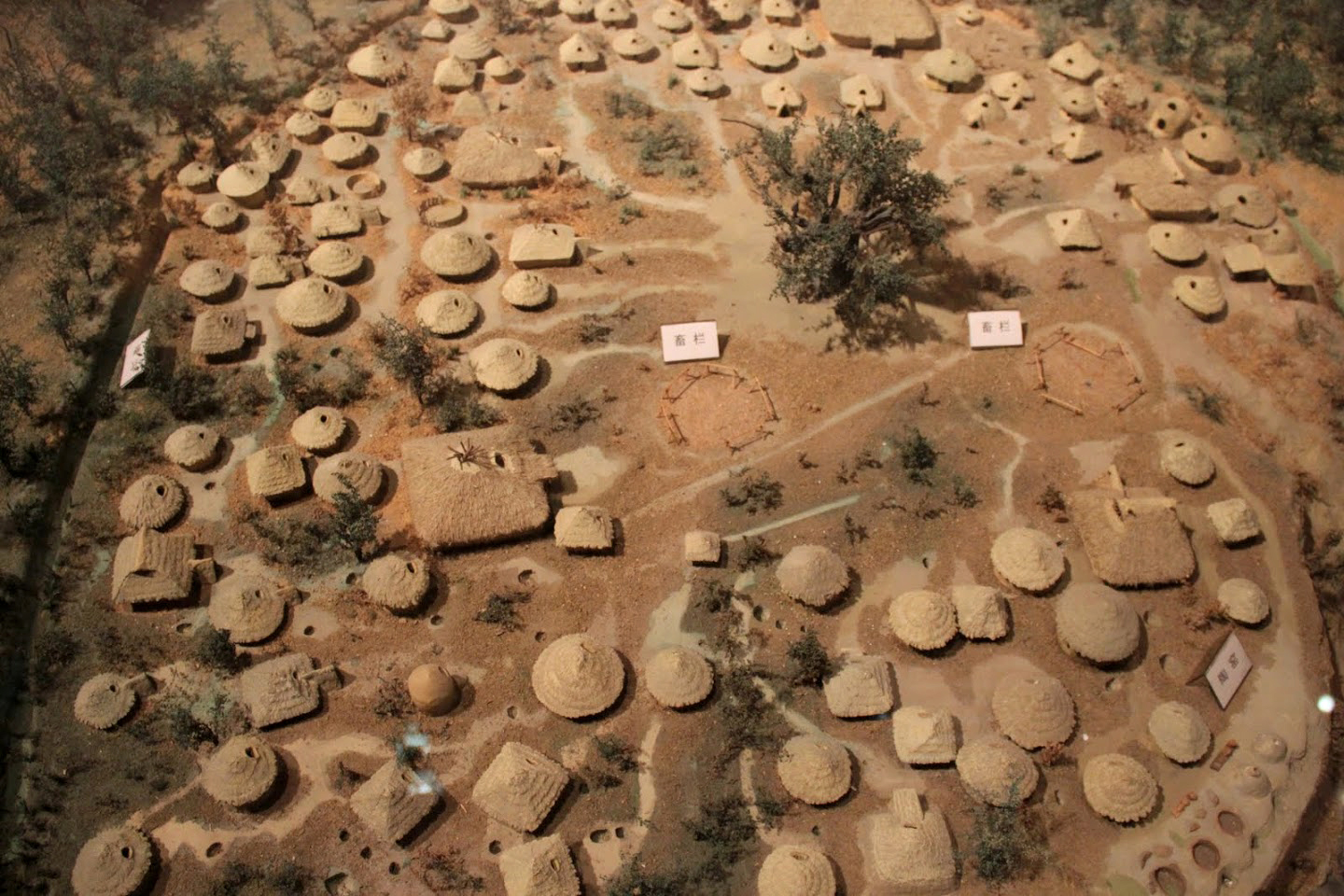
기원전 4800–2500
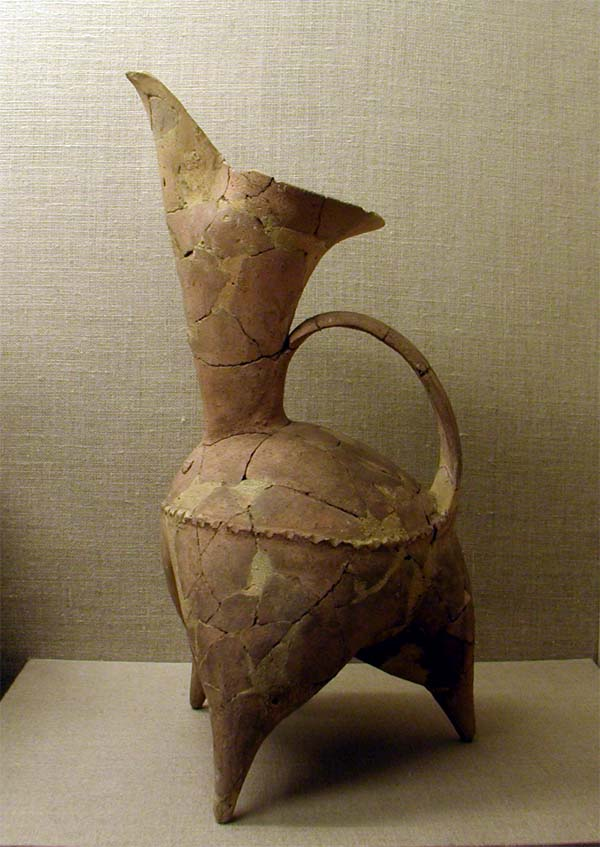
기원전 4300–2400